# Шавалеев, Равиль Рашитович
Шавалеев Равиль Рашитович (баш. Шәүәлиев Рауил Рәшит улы; род. 3 февраля 1958, Буздяк, Башкирская АССР) — хирург, доктор медицинских наук (2005), заслуженный врач Республики Башкортостан (1998), обладатель «Золотого скальпеля» Ассоциации хирургов Республики Башкортостан (2010).

## Биография
Шавалеев Равиль Рашитович родился в д. Табанлыкуль Буздякского района БАССР. Окончил Башкирский медицинский институт в 1981 году. Трудовую деятельность начал в больнице № 6 Уфы.
В 1986 году перевёлся на работу в Министерство здравоохранения Республики Башкортостан. С 1994 года работал главным специалистом специалист, с 1995 года был помощником министра здравоохранения Республики Башкортостан.
В 1997 защитил кандидатскую диссертацию. В 2002 году присвоено ученое звание доцента по кафедре хирургических болезней. В 2005 защитил докторскую диссертацию.
В Башкирском медицинском институте работает с 1998 года на должности профессор кафедры госпитальной хирургии.
С 2000 года избран заведующим хирургическим отделением клиники Башкирского государственного медицинского университета, где оказывают экстренную и плановую медицинскую помощь больным с заболеваниями органов брюшной полости.

## Научная деятельность
Научная деятельность посвящена вопросам общей и абдоминальной хирургии, профилактике спаечной болезни брюшины. При его непосредственном участии разработаны способы трансплантации паховой герниопластики, ранней пролонгировонной автономной электростимуляции желудочно‑кишечного тракта, алгоритм клинического обследования, лечения и профилактики внутрибрюшинных сращений при грыжах.
Опубликовал более 180 публикаций, в том числе 2 монографий, является автором 12 авторских свидетельств и патентов РФ на изобретения, 11 рационализаторских предложений и 4 учебно-методических работ.